# Alessandro Longhi (Maler)

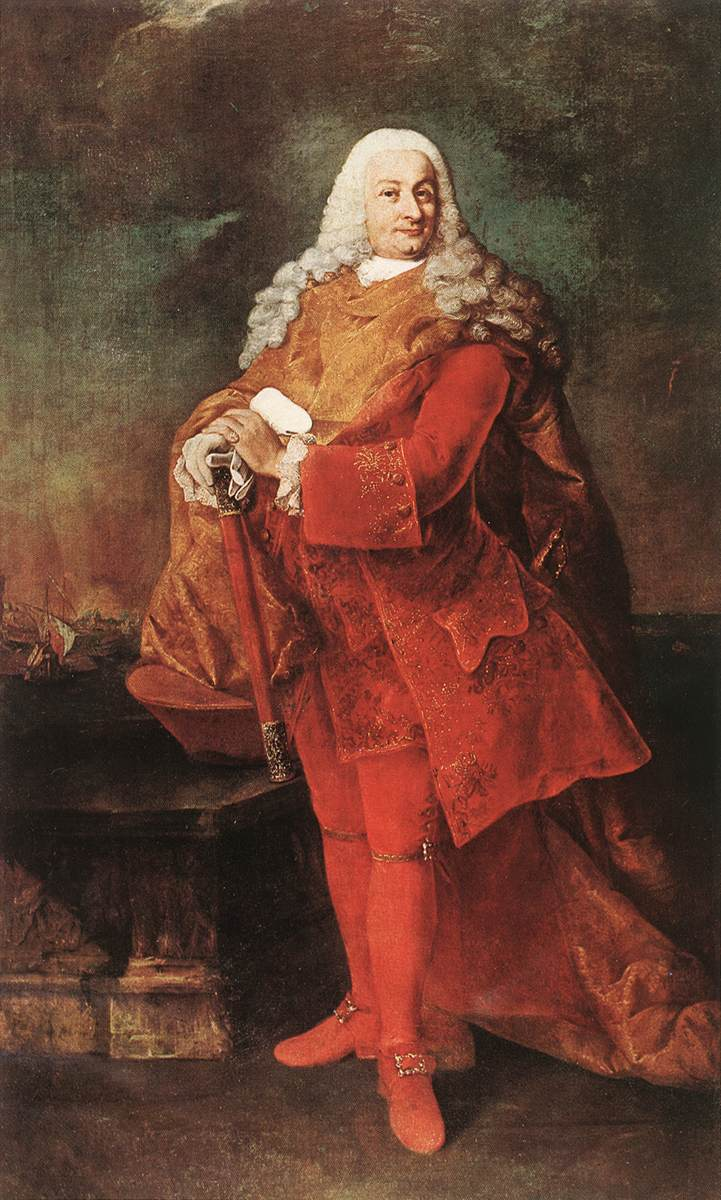
Jacopo Gradenigo von Longhi

Alessandro Longhi (* 12. Juni 1733 in Venedig; † November 1813 ebenda) war der führende venezianischen Porträtmaler des 18. Jahrhunderts.
Er war der Sohn von Pietro Longhi und lernte bei seinem Vater und bei dem Porträtmaler Giuseppe Nogari. Neben Gemälden insbesondere von venezianischen Würdenträgern und Adligen (aber auch einfacher Leute aus Venedig, auf Besuch in Venedig weilende Ausländer stellte er kaum dar) war er auch für seine Kupferstiche bekannt. 1757 stellte er zum ersten Mal aus und war ein Jahr später (mit Porträts der Pisani-Familie) schon etabliert. 1759 wurde er Mitglied der Venezianischen Akademie der Künste.
Nach L. Vertova legte er großen Wert auf Darstellung der Stoffe in seinen Porträts, die im Übrigen häufig die Person lächelnd zeigen und mit den Insignien ihrer Arbeit. Er hielt die Gemälde auch gerne in einem dominanten Farbton, dessen Abstufung er dann darstellte. Weniger erfolgreich war er mit religiösen Arbeiten (wie in San Pantalon in Venedig).
1762 erschien sein Buch Compendio delle Vite de’ Pittori Veneziani Istorici piu rinomati del presente secolo mit Biographien venezianischer Künstler.

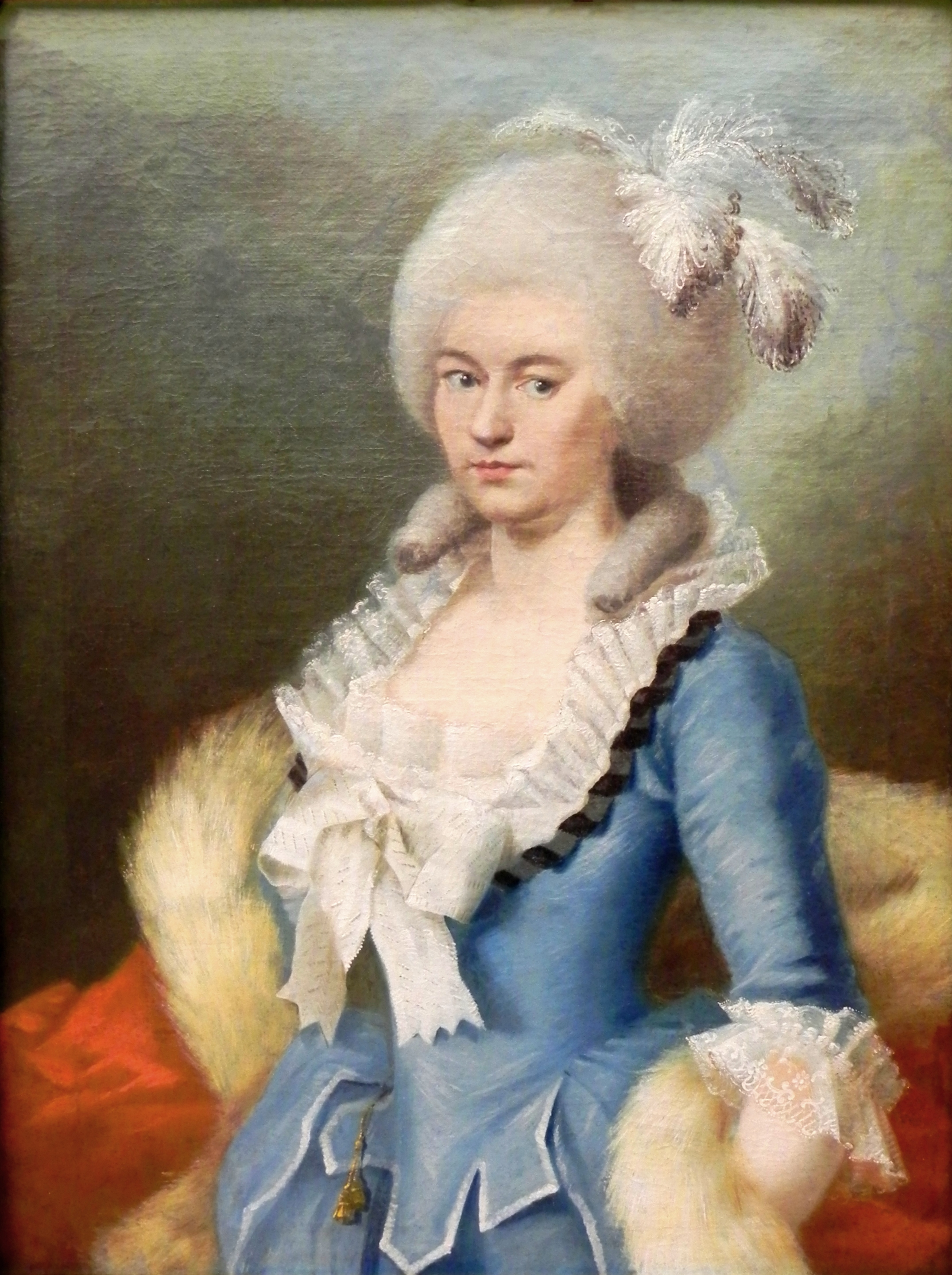
Ein Ehepaar (um 1785), Damenbild, Niedersächsisches Landesmuseum
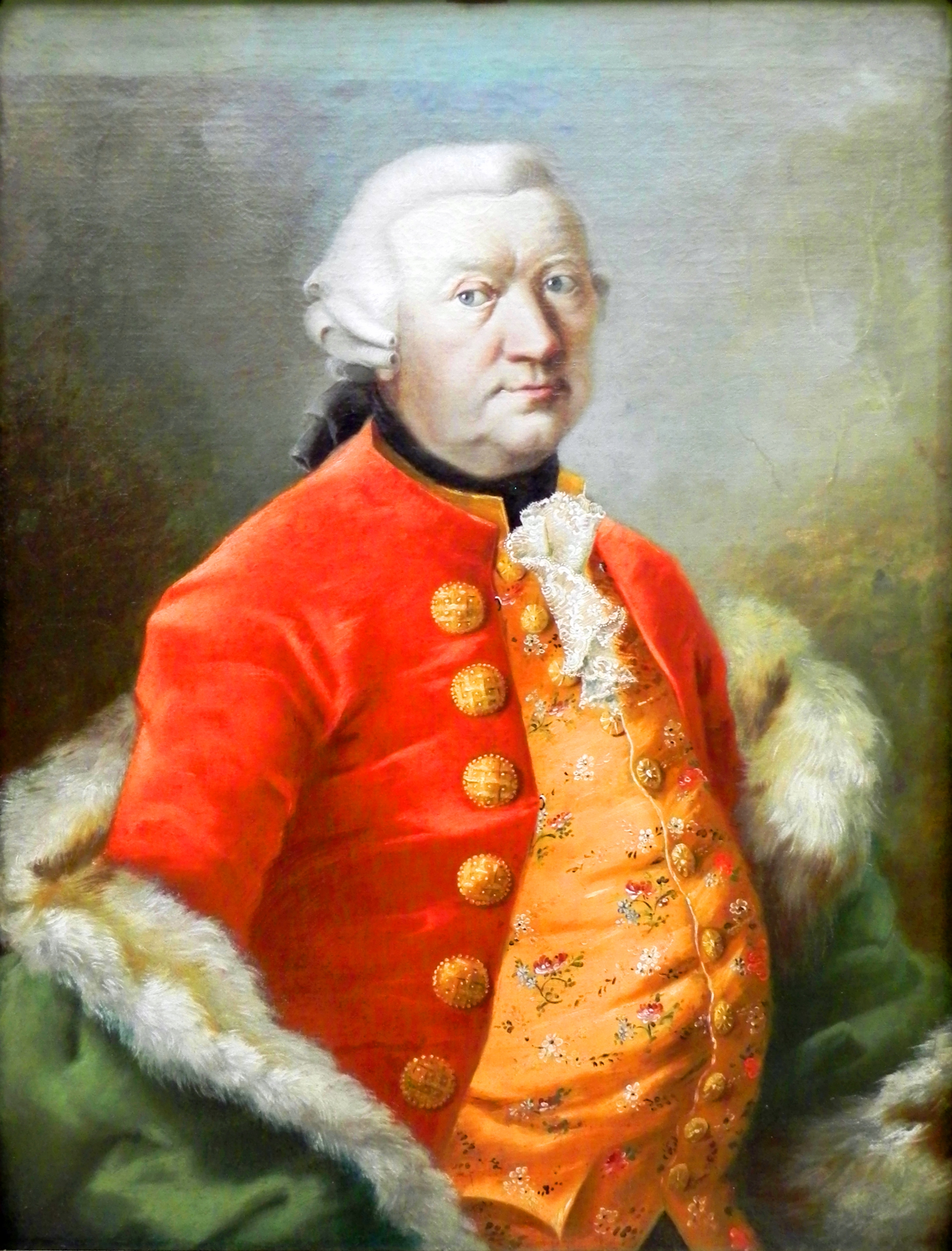
Ein Ehepaar (um 1785), Herrenbild, Niedersächsisches Landesmuseum
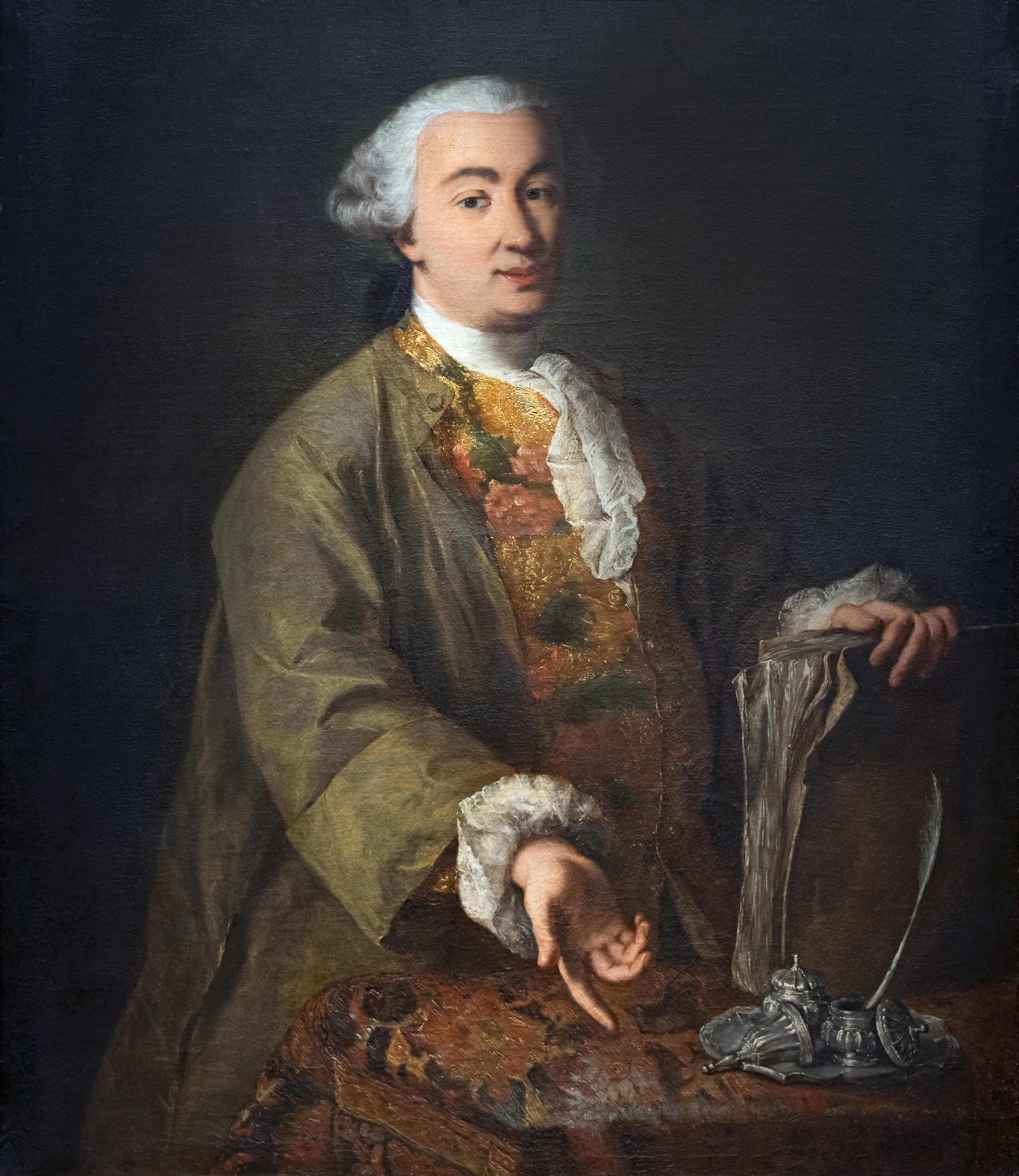
Carlo Goldoni
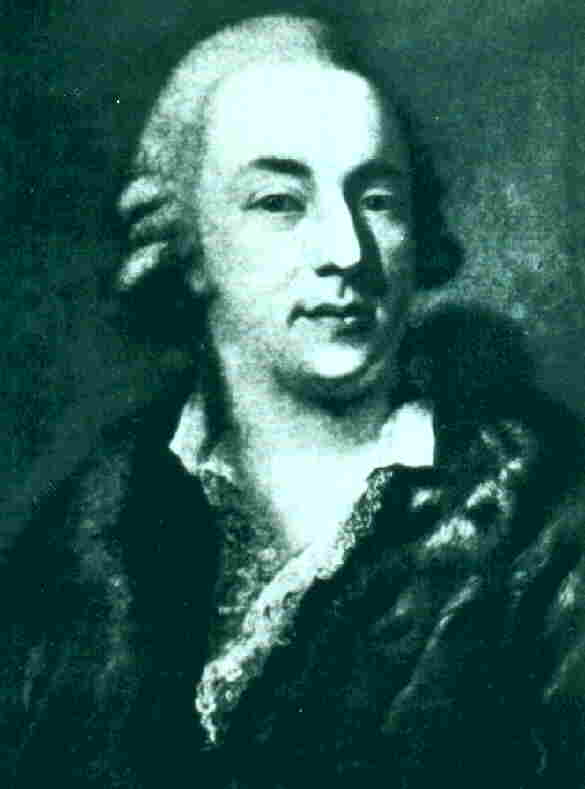
Giacomo Casanova